# کرگدن هندی

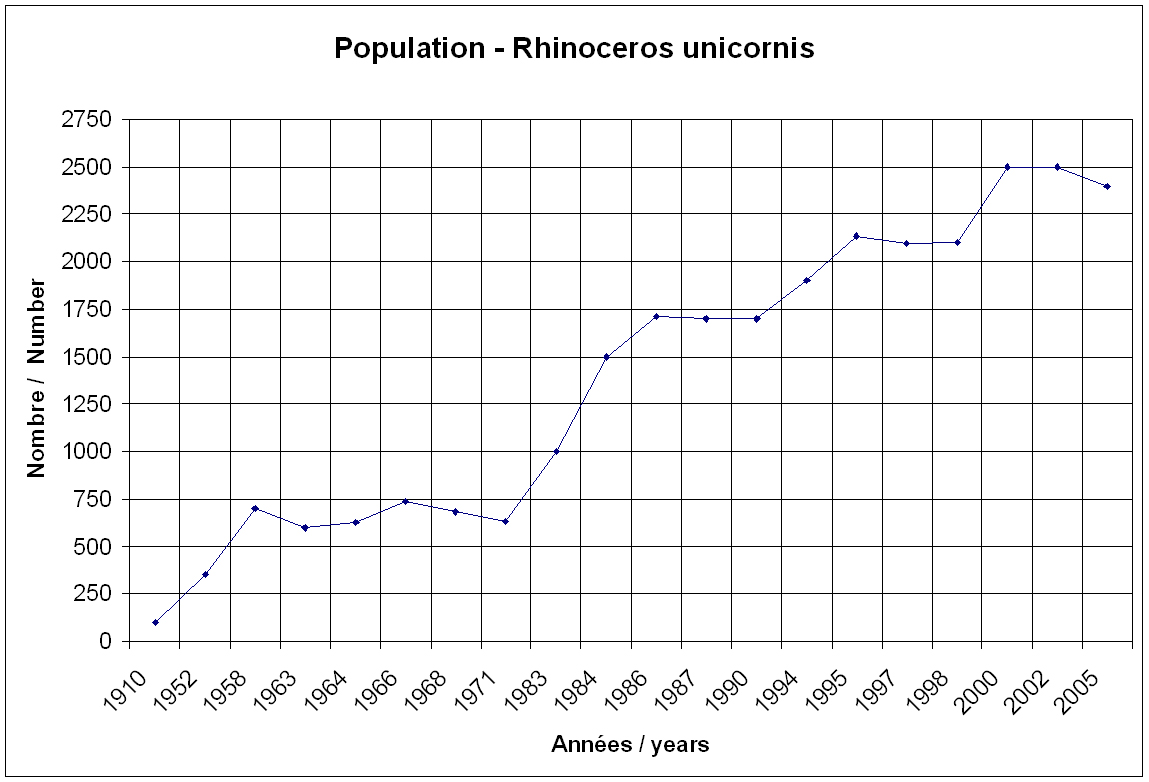
روند تغییر جمعیت کرگدن‌های هندی از ۱۹۱۰

کرگدن هندی (نام علمی Rhinoceros unicornis) بزرگ‌ترین گونهٔ کرگدن در آسیا می‌باشد. زیستگاه آن‌ها علفزارها، دشت‌ها و جلگه‌های حاشیه رودها هستند و در شبه قاره هند و بخش‌هایی از نپال زندگی می‌کنند. در حال حاضر به دلیل مساحت کم زیستگاه و تکه‌تکه بودن و جزیره ای شدن جمعیت نسلشان در معرض تهدید قرار گرفته‌است. آن‌ها در قدیم در شرق پاکستان، در تمامی مناطق شمالی هند و جنوب نپال یافت می‌شدند اما امروزه پراکندگی آن‌ها به چند منطقهٔ خاص محدود شده و تخمین زده می‌شود که در سال ۲۰۱۹ در حدود۲۱۰۰–۲۲۰۰ فرد بالغ از آن‌ها در حیات وحش زندگی می‌کنند.

## ویژگی‌های ظاهری و رفتاری
درازای بدن کرگدن هندی ۴۲۰ سانتیمتر و دم آن ۷۵ سانتیمتر است. بلندی قد این کرگدن ۱/۷۵ تا ۲ متر و متوسط وزن آن ۱۸۰۰ تا ۲۰۰۰ کیلوگرم است. رنگ پوستش خاکستری و پوشیده از برآمدگی‌هایی می‌باشد. بر روی بدن آن‌ها چین‌هایی نیز دیده می‌شود و این چین‌ها شبیه به زره هستند. نوع نر و نوع ماده هر دو بر جلوی پوزهٔ خود یک شاخ دارند و شاخ نوع نر بزرگ‌تر از نوع ماده‌است. متوسط طول عمر کرگدن هندی سی سال است و این گونه کرگدن نیز مانند سایر گونه‌های کرگدن گیاهخوار است و از علف و برگ گیاهان تغذیه می‌کند.
نرها در هفت-هشت سالگی و ماده‌ها در پنج سالگی آمادهٔ جفتگیری می‌شوند. نوع ماده پس از شانزده ماه بارداری یک بچّه به دنیا می‌آورد و نزدیک به دو سال او را شیر می‌دهد. ببرها در حدود ۱۰ تا ۲۰ درصد بچه‌ها را می‌خورند اما به ندرت بچه‌های بالای یک سال را شکار می‌کنند. بنابرین کرگدن‌هایی که آن سن را می‌گذرانند در مقابل شکارچیان آسیب‌ناپذیر خواهند بود. کرگدن‌های هندی با دندان‌های پیشین تیزشان مبارزه می‌کنند نه با شاخشان. طول این دندان‌ها به ۱۳ سانتی‌متر می‌رسد.

## وضعیت حفاظت
در حال حاضر مهم‌ترین خطری که کرگدن‌ها را تهدید می‌کند شکار شدن آن‌ها برای شاخشان است. در چین شاخ این جانور طبق سنت‌های آسیایی به عنوان دارو مصرف می‌شود.
در اوایل قرن بیستم تنها ۱۲ کرگدن هندی در پارک ملی کازیرانگا باقی‌مانده بودند اما با اعمال محافظت و ممنوعیت شکار غیرمجاز، اکنون جمعیت آن‌ها در این منطقه به حدود ۱۲۰۰ عدد رسیده‌است.

## نگارخانه

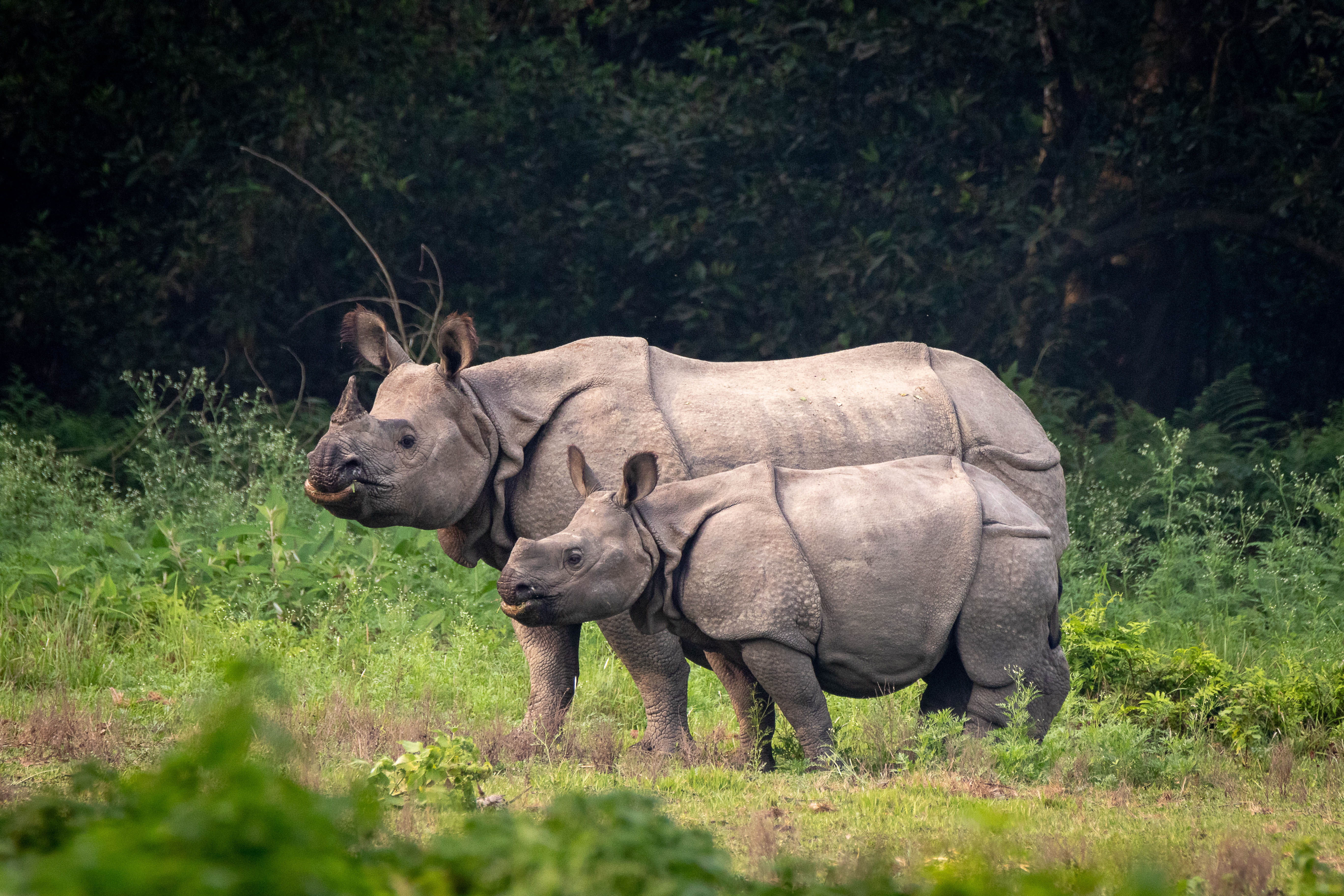
کرگدن هندی (از چپ تا راست: بچه نر، ماده بالغ و ماده جوان)
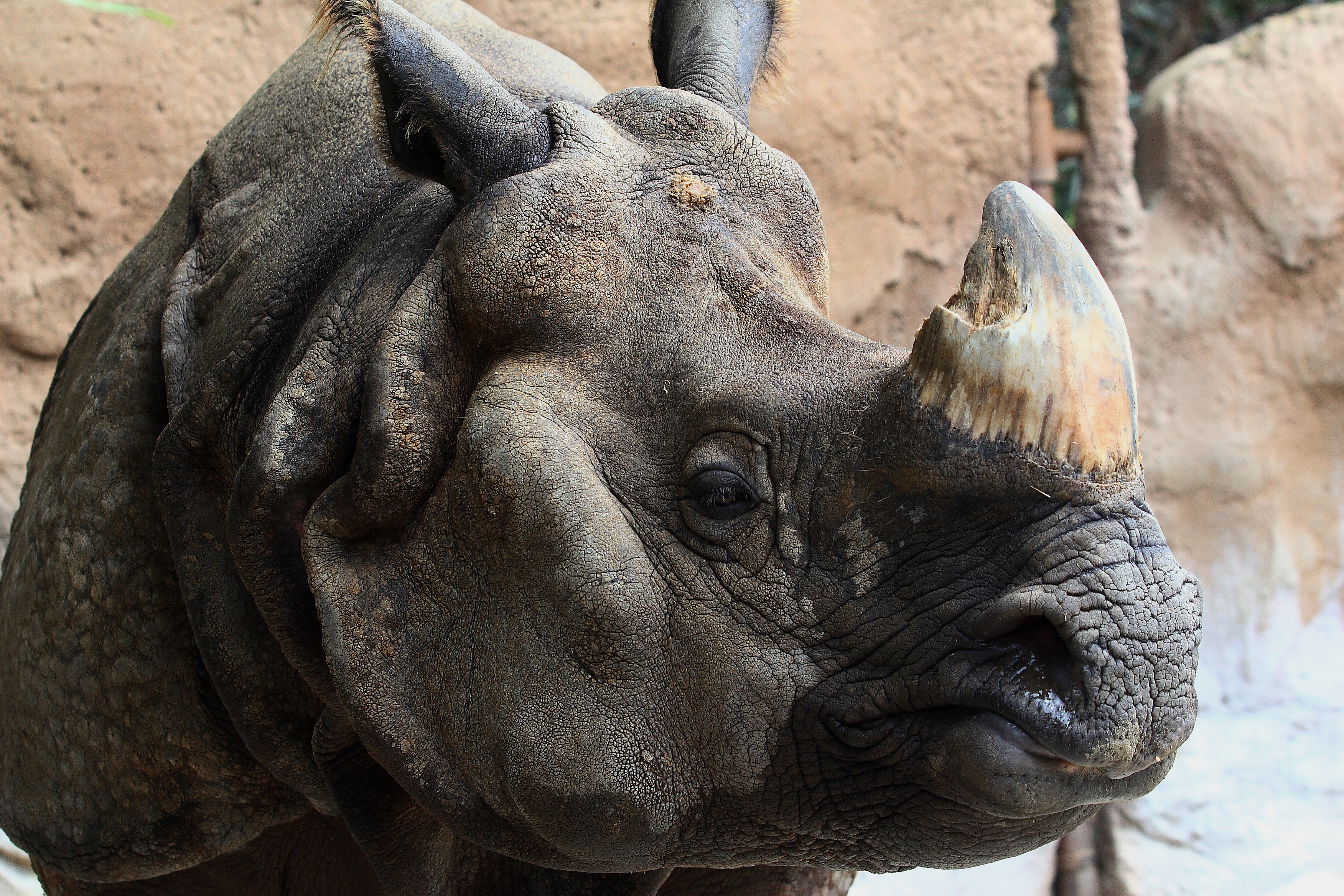
تک شاخ کرگدن هندی
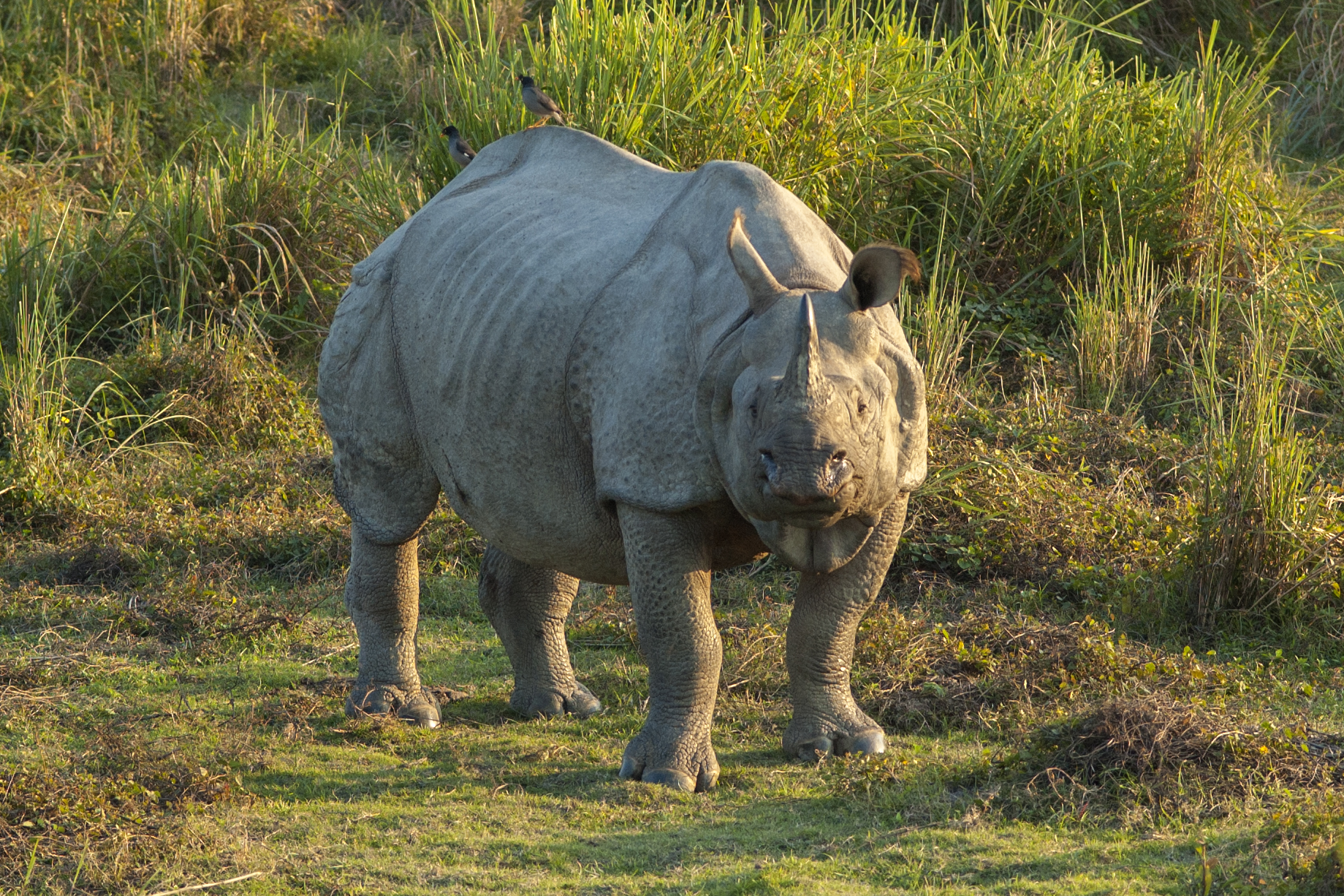
کرگدن هندی در پارک ملی کازیرانگا، هند
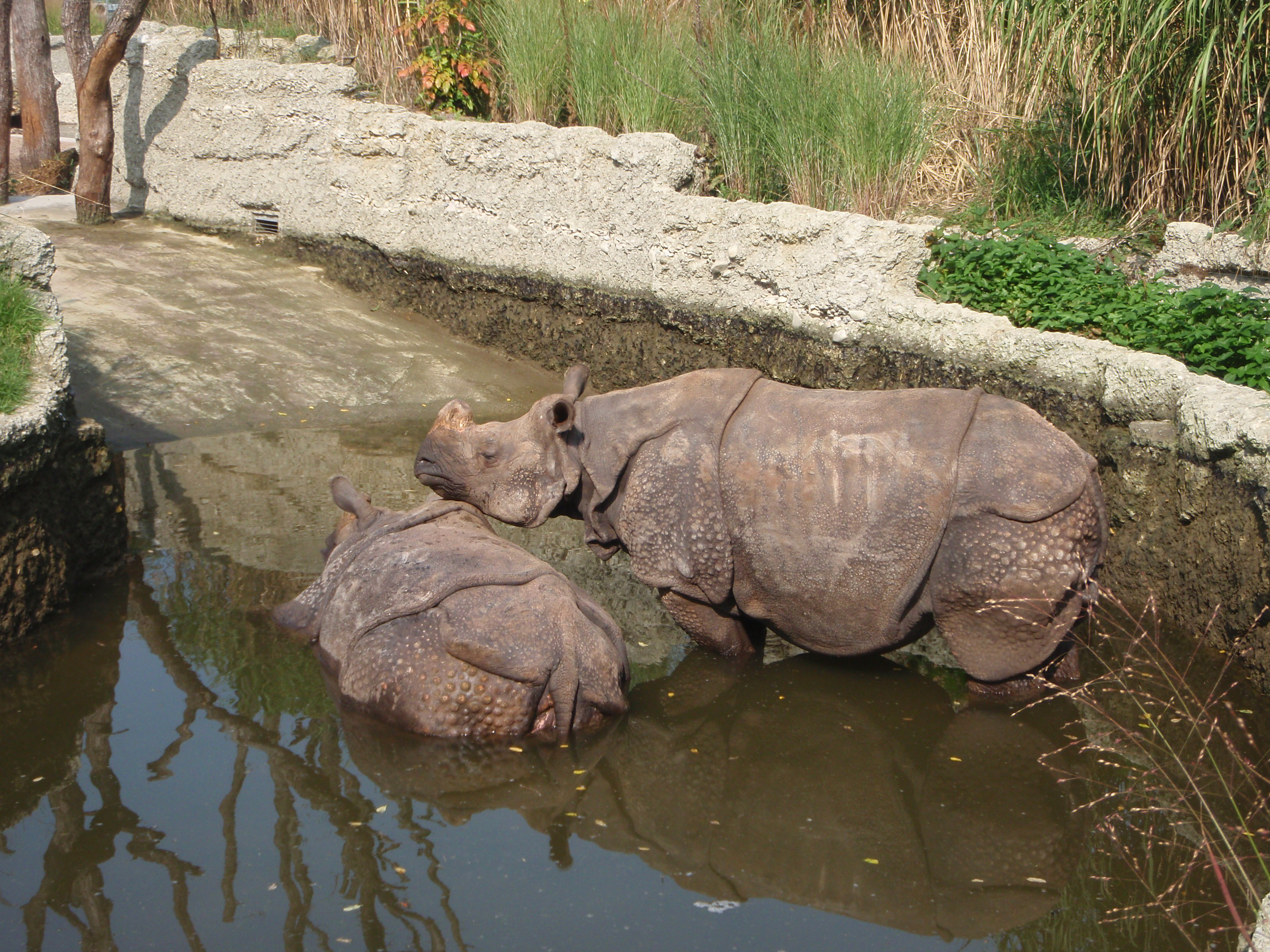
کرگدن‌های هندی در حال آب بازی در باغ‌وحش
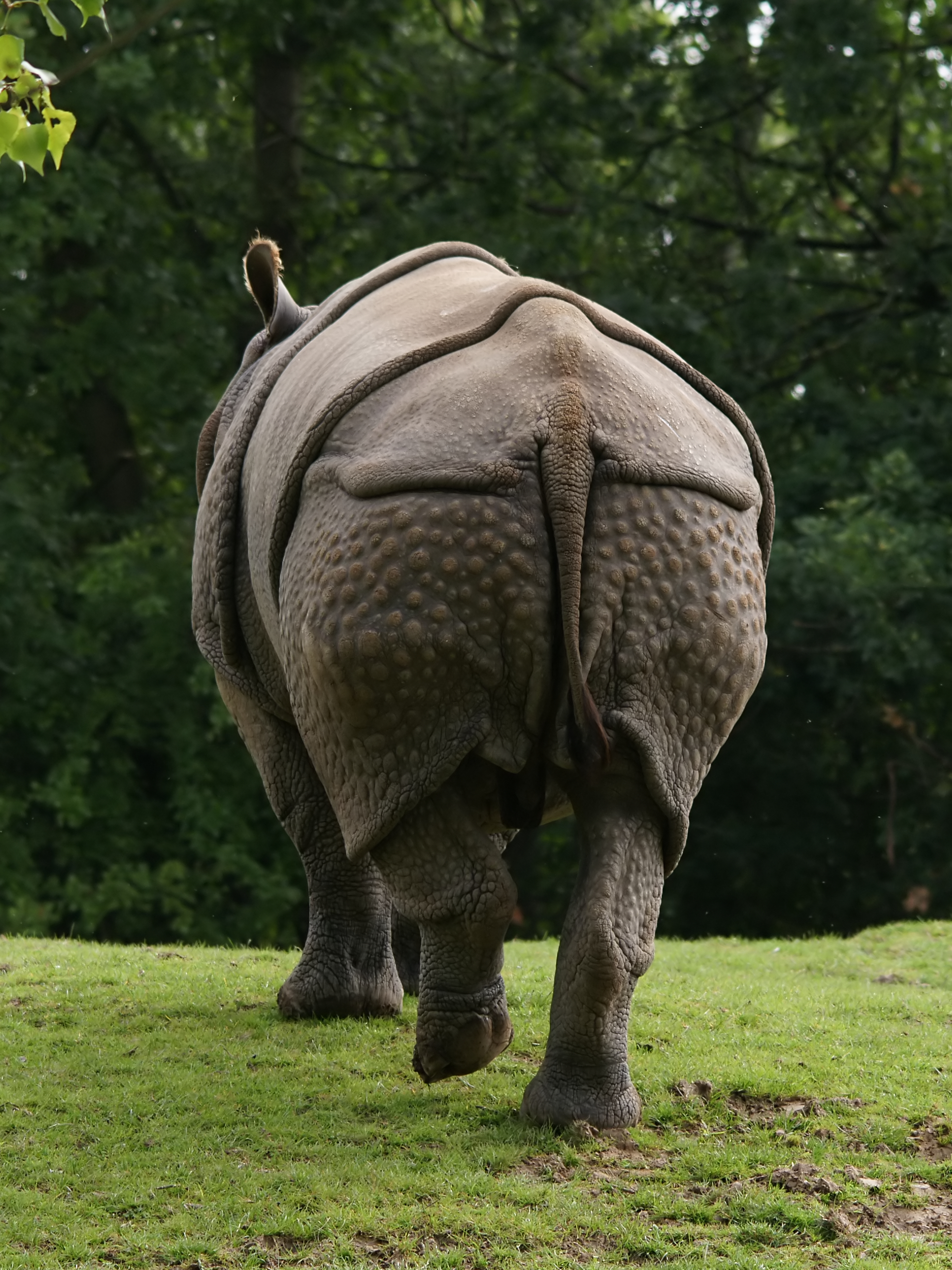
برآمدگی‌های روی پوست پاهای پشتی

## یادداشت
1. ↑  Perissodactyla
2. ↑  Rhinoceros